# Universidad Técnica Nacional de Vínnitsa
La Universidad Técnica Nacional de Vínnytsia (en ucraniano: Вінницький національний технічний університет) o VNTU (por sus siglas en inglés) es una institución de educación superior en Vínnitsa, Ucrania. Tiene el cuarto nivel de acreditación en el sistema educativo ucraniano y se encuentra entre las cinco mejores universidades técnicas del país.

## Historia
- 1960 - se crea la facultad técnica general del Instituto de Industria Alimentaria de Kiev
- 1962 - se asigna a la facultad técnica general un presupuesto independiente
- 1964 - la Facultad Técnica General de Vínnitsa es subordinada al Instituto Politécnico de Kiev (KPI) como campus de Vínnitsa (VF KPI)
- 1967 - por decisión del Consejo Regional de Diputados del Pueblo de Vínnitsa para la construcción de una institución de educación superior de perfil politécnico, se asignan 25 hectáreas de terreno en las que se construyeron los dos primeros edificios educativos, una residencia de estudiantes y varios espacios de servicios.
- 1974 - se establece el Instituto Politécnico de Vínnitsa sobre la base del campus de Vínnitsa del KPI; es el séptimo en este grupo de instituciones de educación superior de Ucrania
- 1994 - el Instituto Politécnico de Vínnitsa se reorganiza en la Universidad Técnica Estatal de Vínnitsa (VSTU)
- 2003 - la Universidad Técnica Estatal de Vínnitsa se convierte en la Universidad Técnica Nacional de Vínnitsa (VNTU)

En la actualidad, la VNTU es la mayor institución educativa de la región económica de Podolia, abarcando tres regiones administrativas, y siendo el único representante de Ucrania en la Federación Internacional de Asociaciones de Inventores basada en Ginebra, Suiza. La universidad también es miembro de la Asociación Internacional de Universidades y de la Asociación Universitaria europea.
De cara al futuro, la universidad está haciendo importantes esfuerzos de modernización: tiene su propia escuela de startups y organiza concursos de estudiantes para potenciar su innovación y emprendimiento. Además, se está enfocando en la internacionalización trabajando con la Unión Europea para crear estudios de máster en Sistemas de Información, en el marco del proyecto MASTIS del programa Erasmus+, y desarrollando crecientes relaciones con China al albergar un nuevo Instituto Confucio en las instalaciones universitarias.

## Rectores
- 1960 a 1976 - Kigel Roman Yuriyovych, Trabajador Honorario de la Educación Pública de Ucrania, Candidato de Ciencias Económicas, profesor. Fundó una institución educativa, abrió las primeras once especialidades, creó el primer tercio del material base.
- 1976 a 1989 - Kuzmin Ivan Vasyliovych, Doctor en Ciencias Técnicas, profesor, Científico Honorario de Ucrania, laureado con el Premio Estatal de Ucrania, académico y vicepresidente de la Academia Internacional de Radioelectrónica Aplicada, presidente de la Academia Menor de Ciencias de Vínnitsa, compañero del presidente de Ucrania. Hizo del Instituto Politécnico de Vínnitsa una de las instituciones de educación superior líder en Ucrania, abrió 5 especialidades más y creó el segundo tercio del material base.
- 1989 a 2010 - Mokin Borys Ivanovych, Doctor en Ciencias Técnicas, profesor, Trabajador Honorario de Ciencia y Tecnología de Ucrania, académico de la Academia Nacional de Ciencias de la Educación de Ucrania, diputado popular de la Rada Suprema de la República Socialista Soviética de Ucrania en la 12a convocatoria, diputado popular de la Rada Suprema de Ucrania en la 1a convocatoria, primer ministro de Ucrania en 2009-2010, miembro de la Unión Nacional de Periodistas de Ucrania, miembro senior del Institute of Electrical and Electronics Engineers. Abrió quince especialidades más, actualizó constantemente el antiguo material base y creó nuevo material.
- Desde el 2 de septiembre de 2010 - Grabko Volodymyr Vitaliyovych, Doctor en Ciencias Técnicas, profesor, académico de la Academia de Ciencias del Transporte de Ucrania, Trabajador Honorario de Educación de Ucrania, Trabajador Honorario de Ciencia y Tecnología de Ucrania.

## Estructura

### Facultades e institutos científicos y educativos
La VNTU consta de siete facultades y un instituto científico y educativo:
- Facultad de Sistemas Informáticos y Automatización (ФКСА) 
  - Departamento de Sistemas de Control Informatizados (КСУ)
  - Departamento de Automatización, Información y Tecnologías de Medida (АІВТ)
  - Departamento de Integración de la Formación y la Producción (ІНВ)
  - Departamento de Ingeniería Láser y Optoelectrónica (ЛОТ)
  - Departamento de Metrología y Automatización Industrial (МПА)
  - Departamento de Análisis de Sistemas, Control Informatizado e Ingeniería Gráfica  (САКМІГ)
- Facultad de Construcción, Ingeniería Térmica y Distribución de Gas (ФБТЕГП)
  - Departamento de Construcción, Economía Municipal y Arquitectura (БМГА)
  - Departamento de Sistemas de Ingeniería en la Construcción (ІСБ)
  - Departamento de Ingeniería Térmica (ТЕ)
  - Departamento de Lenguas Extranjeras (ІМ)
- Facultad de Ingeniería de la Energía y Electromecánica (ФЕЕЕМ)
  - Departamento de Centrales de Energía y Sistemas (ЕСС)
  - Departamento de Ingeniería Eléctrica Teórica y Medidas Eléctricas (ТЕЕВ)
  - Departamento de Filosofía y Humanidades (ФГН)
  - Departamento de Sistemas de Automatización Electromecánica en la Industria y el Transporte (ЕМСАПТ Archivado el 9 de noviembre de 2013 en Wayback Machine.)
  - Departamento de Sistemas Eléctricos de Consumo y Gestión de la Energía (ЕСЕЕМ)
  - Departamento de Energías Renovables y Sistemas y Complejos de Transporte (ВЕТЕСК)
- Facultad de Tecnología de la Información e Ingeniería Informática (ФІТКІ)
  - Departamento de Seguridad de la Información (ЗІ)
  - Departamento de Ciencias de la Computación (КН)
  - Departamento de Software (ПЗ)
  - Departamento de Matemáticas Avanzadas (ВМ)
- Facultad de Ingeniería Mecánica y Transporte (ФМТ)
  - Departamento de Tecnología y Automatización de Construcción de Maquinaria
  - Departamento de Ingeniería Industrial (ГМ)
  - Departamento de Automóviles y Gestión del Transporte (АТМ)
  - Departamento de Tecnología de Aumentación de Resiliencia (ТПЗ)
  - Departamento de Resistencia de Materiales y Mecánica Aplicada (ОМПМ)
  - Departamento de Seguridad y Pedagogía de la Seguridad (БЖДПБ)
- Facultad de Infocomunicación, Radioingeniería y Nanosistemas (ФІРЕН)
  - Departamento de Radioingeniería (РТ)
  - Departamento de Sistemas de Telecomunicación y Televisión (ТКСТБ)
  - Departamento de Lingüística (МВ)
  - Departamento de Ingeniería Biomédica (БМІ)
  - Departamento de Electrónica y Nanosistemas (ЕНС)
- Facultad de Administración y Seguridad de la Información (ФМІБ)
  - Departamento de Administración, Marketing y Economía (ММЕ)
  - Departamento de Gestión Financiera y de la Innovación (ФІМ)
  - Departamento de Economía Empresarial y Gestión de la Producción (ЕПВМ)
  - Departamento de Administración y Seguridad de los Sistemas de Información (МБІС)
  - Departamento de Emprendimiento y Actividades Financieras (ПФД)
  - Departamento de Ciencias Políticas y Sociales (СПН)
- Instituto de Seguridad y Control Ambiental (ІнЕБМД)
  - Departamento de Ecología y Seguridad Ambiental (ЕЕБ)
  - Departamento de Química y Tecnología Química (ХХТ)
  - Departamento de Educación Física (ФВ)
  - Departamento de Física General (ЗФ)

### Institutos integrales
La VNTU también dispone de siete institutos integrales diseñados para apoyar el proceso educativo:
- Instituto de Estudios de Máster, Candidato y Doctorado (ІнМАД)
- Instituto de Problemas Humanitarios y Pedagógicos y Educación (ІнГППВ)
- Instituto para la Integración de la Formación con la Producción (ІнІНВ)
- Instituto de Relaciones Internacionales (ІнМЗ)
- Instituto de Formación Preuniversitaria (ІнДП)
- Instituto de Apoyo Organizacional y Metodológico de la Educación (ІнОМЗН)
- Instituto de Tecnologías Educativas Avanzadas (ІнПОТ)

### Biblioteca Técnica y Científica (НТБ)
La Biblioteca Técnica y Científica de la VNTU incluye:
- Departamento de Adquisición y Procesamiento Científico de Literatura
- Departamento de Almacenamiento Básico de Libros
- Departamento de Información Científica y Bibliografía
- Departamento de Literatura Social y Humanitaria
- Departamento de Servicio de Literatura Educativa
- Departamento de Tecnologías de la Información y Soporte Informático

## Administración
Rector: Grabko Volodymyr Vitaliyovych, Doctor en Ciencias Técnicas, Profesor.
Vicerrectores:
- Primer Vicerrector de Trabajos Educativos y Metódicos - Vasilevskyi Oleksandr Mykolayovych, Doctor en Ciencias Técnicas, Profesor;
- Vicerrector de Trabajos Científicos - Sergey Vladimirovich Pavlov, Doctor en Ciencias Técnicas, Profesor;
- Vicerrectora de Trabajos Educativos y Trabajos Científicos en el Campo de Humanidades - Svetlana Denysiyk Georgievna, Doctora en Ciencias Políticas, Profesora;
- Vicerrector de Trabajos Científicos y Pedagógicos sobre Integración de Producción y Estudios e Integración Internacional - Viktor Mykolayovych Mizernyy, Candidato de Ciencias Técnicas, Profesor Asociado;
- Vicerrector de Trabajos Científicos y Pedagógicos sobre Provisión Material y Técnica de los Procesos Científicos y Educativos - Vasyl. Ivanovych Kovalchuk.